# One Medical
One Medical (nome público da empresa 1Life Healthcare, Inc.) é uma rede de clínicas de atenção primária à saúde sediado em São Francisco. A One Medical é um serviço de atenção primária baseado em inscrição, oferecendo serviços em pessoa tanto quanto online, incluindo um aplicativo para smartphone.

## História
A One Medical foi fundada por Tom Lee em 2007. A compania cresceu de um clínica em São Francisco para mais de 72 localidades nos Estados Unidos da América, incluindo 29 clínicas na região da baia de São Francisco.
Em 2017, Amir Rubin sucedeu Tom Lee como CEO da One Medical. Em 2018, a multinacional The Carlyle Group investiu $350 milhões na compania. A One Medical também é apoiada pela empresa matriz do Google, a Alphabet Inc.
Em 31 de Janeiro de 2020, a One Medical começou à ser comercializada na bolsa de valores Nasdaq.
Durante os estágios iniciais de distribuição de vacinas, a One Medical foi acusada de administrar a vacina de COVID-19 para pacientes inelegíveis em vários estados. Isso resultou em uma investigação congressional. A investigação congressional concluiu que a One Medical buscou usar seu acesso à vacina de COVID-19 para conseguir ganhos financeiros, pressionando as pessoas que buscavam vacinas à participar de seus próprios programas de inscrição, e também que a companhia ofereceu acesso precoce das vacinas àqueles com coneções internas.
Em setembro de 2021, a One Medical comprou a empresa Iora Health.
Em Julho de 2022, a Amazon concordou em comprar a One Medical por cerca de $3.9 bilhões.